# Anton Themann
Anton Themann (* 18. September 1886 in Steinfeld (Oldenburg); † 4. April 1965 in Refrath) war ein deutscher Politiker.

## Leben
Themann war der Sohn des Heuermanns Franz Anton Themann (* 1848) und der Maria Josephina Themann, geborene von Wohlden (* 1852). Er besuchte die Volksschule Mühlen und fuhr anschließend als Schiffsjunge auf einem Heringskutter und einem Passagierdampfer zur See.
Ab 1908 besuchte er die Missionsschule in Grave (Niederlande). Zwischen 1914 und 1918 diente er als Soldat im Ersten Weltkrieg und wurde während der Kriegshandlungen schwer verwundet. Nach dem Krieg wurde er Heuermann in Düpe. 1920 war er Mitbegründer des „Verbandes landwirtschaftlicher Kleinbetriebe“, der die Heuerleute des Oldenburger Münsterlandes organisierte. Zur Vertretung der Interessen der Landwirte wurde er Geschäftsführer des Verbandes mit Sitz in Vechta und nach dessen erzwungener Auflösung 1933 durch die Nationalsozialisten Geschäftsführer der von ihm 1927 ebenfalls mitgegründeten Bäuerlichen Krankenkasse (heute: Alte Oldenburger Krankenversicherung). Als verantwortlicher Schriftleiter war er ebenfalls für die Verbandszeitschrift Der Landmann verantwortlich und setzte sich die Anlage bäuerlicher Siedlungen in Calhorn und Carolinenhof bei Barßel ein.
Parallel zu seinen beruflichen Tätigkeiten gehörte Themann von 1924 bis zu dessen Auflösung durch die Nationalsozialisten im Jahr 1933 für die katholische Zentrumspartei dem Oldenburgischen Landtag an. Nach dem gescheiterten Attentat auf Adolf Hitler wurde Themann am 23. Juli 1944 im Rahmen der Verhaftungswelle Aktion Gitter verhaftet. Erst am 14. Februar 1945 wurde er aus dem Gestapo-Gefängnis in Oldenburg-Osternburg entlassen.
Nach Kriegsende schloss er sich der CDU als Gründungsmitglied der Partei im Landkreis Vechta an und gehörte als deren Abgeordneter zunächst von Januar bis November 1946 dem Ernannten Landtag von Oldenburg und nach Gründung des Bundeslandes Niedersachsen vom 20. April 1947 bis 30. April 1951 dem Niedersächsischen Landtag an. 1951 verzichtete er auf eine weitere Kandidatur.

## Familie
Themann heiratete am 1. Juni 1922 in Steinfeld die Landwirtstochter Maria Bavendiek (1896–1978). Das Ehepaar hatte drei Töchter und einen Sohn.